# Les Pistoleros de l'Ouest
Pour plus de détails, voir Fiche technique et Distribution.
Les Pistoleros de l'Ouest (La morte sull'alta collina) est un western spaghetti italo-espagnol sorti en 1969, réalisé par Fernando Cerchio (sous le pseudonyme de Fred Ringold).

## Synopsis
Un chef de bande mexicain, le général Valiente, attaque régulièrement les convois escortés par des militaires. Il est renseigné par un citoyen de Two Arrows, Frank Braddock, lui-même renseigné par un officier de la cavalerie. Lorsqu'il s'attaquent à la banque de Two Arrows, où vient d'être déposée une somme de 300 000 dollars, le général et ses hommes sont contrariés par l'intervention de Loring Vandervelt, un jeune pistolero en rupture avec son père, qui tient un ranch dans les environs, lui-même aidé d'un étranger au comportement étrange. Loring et l'étranger parviennent à rafler le butin aux bandits mexicains et le cachent. Mais Loring, inexpérimenté, dépense déjà une part du butin et se fait découvrir par Braddock, qui le fait capturer par les mexicains. Loring essaie de sauver sa peau en menant les hommes du général Valiente à la cache du butin, et parvient à s'échapper, mais il est bientôt rattrapé. Heureusement l'étranger veille et lui évite le pire. Il découvre pourtant que ce dernier avait déjà échangé le butin contre du papier. L'étranger lui révèle alors qu'il est un marshal fédéral envoyé pour enquêter et comprendre qui informe les bandits. Il le renvoie alors à Two Arrows pour servir d'appât aux complices des mexicains. De fait, Braddock fait arrêter Loring, puis le fait évader sur sa promesse de lui révéler la cache du butin. Arrivés sur place, Braddock et ses comparses sont encerclés par les mexicains, qui entre-temps ont obligé l'étranger à passer un pacte avec eux. Le général demande à l'étranger de tuer Loring comme preuve de sa bonne foi. Celui-ci s'en sort par un tour de passe passe avec sa winchester, tout le monde est dispersé, tandis que les deux pistoleros se réfugient à l'ancienne ferme des Vandervelt, où ils retrouvent Daphné, la sœur de Loring. Les mexicains encerclent la ferme, aidés de Braddock, mais arrive alors la cavalerie. L'étranger se révèle alors comme marshal fédéral devant les militaires et parvient à confondre l'officier qui renseignait Braddock. Un dernier échange un peu musclé entre l'étranger et Loring fait tout rentrer en ordre : l'argent sera rendu à l'Etat, l'étranger est amoureux de Daphné... et Loring est pardonné par son père.

## Fiche technique
- Titre français : Les Pistoleros de l'Ouest[1]
- Titre original italien : La morte sull'alta collina
- Titre original espagnoe : Sin aliento[2]
- Genre : western spaghetti
- Réalisation : Fernando Cerchio (sous le pseudo de Fred Ringold)
- Scénario : Josè Mallorquí Figueroa, Eduardo M. Brochero
- Musique : Luis Bacalov (sous le pseudo de Luis Enríquez)
- Production : Bruno Turchetto, Eduardo Manzanos pour Films Concorde, Copercines, Cooperativa Cinematográfica
- Photographie : Julio Ortas
- Format d'image : 2.35:1 ; Eastmancolor
- Montage : Antonietta Zita
- Durée : 96 min
- Décors : José Luis Galicia, Cubero
- Costumes : Ramón Morales
- Maquillage : Andrea Riva, Ricardo Vázquez
- Pays :  Italie,  Espagne
- Année de sortie : 1969
- Langue originale : italien et espagnol
- Distribution en Italie : Euro International Films
- Date de sortie en salle en France : 24 décembre 1969[1]

## Distribution
- Peter Lee Lawrence : Loring Vandervelt
- Luis Dávila (sous le pseudo de Louis Dawson) : Francis Parker/Mark Harrison, le marshal fédéral
- Tano Cimarosa : général Valiente
- Agnès Spaak : Daphne Vandervelt
- Antonio Gradoli : Frank Braddock
- Giovanni Pazzafini : le joueur de billard